# پالی درپر
پالی درپر (انگلیسی: Polly Draper؛ زادهٔ ۱۵ ژوئن ۱۹۵۶) یک فیلم‌نامه‌نویس، کارگردان، هنرپیشه و تهیه‌کننده اهل ایالات متحده آمریکا است.
وی از سال ۱۹۷۵ میلادی تاکنون مشغول فعالیت بوده‌است. او در فیلم ساختن آقای مطلوب، جویندگان طلا، برادر کوچک و هفت دقیقه در بهشت بازی کرده‌است.